# Giuseppe Anselmo Pellicia
Giuseppe Anselmo Luigi Pellicia (* 22. April 1775 in Bormio, Lombardei, Norditalien; † nach 1840) war ein italienischer Maler, der für seinen pompejianischen Stil bekannt war.

## Leben
Friedrich Karl Graf von Reventlow (1754–1828), Schwiegersohn des Kaufmanns Heinrich Carl Graf von Schimmelmann (1724–1782), des damals reichsten Mannes Europas, und seine Ehefrau Juliane (1762–1816) holten Pellicia im Jahr 1797 persönlich aus Rom ab, um ihn auf ihr Gut Emkendorf zu bringen und in ihre Dienste zu nehmen.
In Emkendorf angekommen, begann Pellicia sofort mit der malerischen Ausgestaltung des Herrenhauses, das gerade vom Schimmelmann’schen Baumeister Carl Gottlob Horn (1734–1807) aufwändig umgebaut wurde. Dieser Auftrag dauerte bis 1802, sein Gehilfe war damals Siegfried Detlev Bendixen (1786–1864). Gleichzeitig arbeitete Pellicia von 1798 bis 1800 auf Gut Knoop.
Zwischendurch hielt sich Pellicia 1801 auch wieder in Rom auf und heiratete um 1802 Anna Elisabeth Röhling.
Nach Fertigstellung von Emkendorf wurde er 1802 mit der Ausgestaltung des Reventlow-Palastes in Kiel und des Herrenhauses des Cay Graf von Reventlow auf Gut Altenhof beauftragt. Im Jahr 1803 schloss sich Gut Falkenberg bei Lürschau an und schließlich 1806 Schloss Wedendorf (Landkreis Nordwestmecklenburg).
Nach einem erneuten Abstecher nach Rom (1814) malte Pellicia im Jahr 1817 das Luther-Bildnis in der Marienkirche zu Rendsburg. Nach dem Tod der Gräfin Reventlow (1816) verließ Pellicia das Gut Emkendorf und Holstein und zog nach Mecklenburg, wo er 1830 für die Familie von Behr-Negendank ihr Herrenhaus Passow (Landkreis Ludwigslust-Parchim) ausgestaltete. 
Später wechselte er nach Berlin.